# U-59号潜艇 (1916年)
陛下之59号潜艇是德意志帝国海军建造的一艘潜艇或称U艇。它由不来梅的威悉船厂承建，于1916年6月20日下水，至同年9月7日交付使用。U-59号是在第一次世界大战期间服役的329艘德国潜艇之一，曾参加过大西洋潜艇战。在其四次巡逻中，共击沉14艘协约国或中立国商船，容积总吨为28050吨。1917年5月14日午夜左右，U-59号在犄角礁附近不慎撞上一枚德国水雷，裂成两半后沉没；共造成33名船员罹难，仅4人幸存。

## 设计
作为战时动员型潜艇的组成部分，U-57至U-59号批次的技术参数与早前但泽帝国船厂生产的U-51至U-56号大致相同，但在长度和排水量上有所提高。U-59号的全长为67米；舷宽6.32米，当中的耐压壳体宽为4.05米；有3.79米的吃水深度。艇只的水上排水量为786吨，水下为954吨。
艇只搭载有可在水上使用的两台猛狮六缸四冲程柴油发动机，总功率为1,800匹公制馬力（1,324千瓦特）；以及可在水下使用的西门子-舒克特双电动发电机，总功率为1,200匹公制馬力（883千瓦特）。这些发动机用以驱动双轴、每根轴各一个的直径1.6米长螺旋桨，从而使艇只在水上的最高速度达14.7節（27.2每小時），在水下的最高航速为每小时8.4節（15.6每小時），均较前一批次有所下降。U-59号可以8節（15每小時）的速度在水上巡航10,500海里（19,400），或以5節（9.3每小時）的速度在水下巡航55海里（102）。它的潜航深度为50米。
U-59号装备了四具直径为500毫米的鱼雷发射管，其中艏、艉各两具，并可携带合共八枚G6型鱼雷。辅助武器为两门88毫米30倍径速射炮，其中一门于1916年至1917年间被替换为105毫米45倍径速射炮。其标准船员编制为4名军官和32名水兵。

## 历史
U-59号是由德意志帝国海军于1914年10月6日向不来梅的威悉船厂订购。它自1915年7月13日开始铺设龙骨，1916年6月20日下水，至同年9月7日在首任暨唯一一任艇长、海军上尉菲尔克斯的威廉男爵（Freiherr Wilhelm von Fircks）的指挥下正式交付使用，并被编入驻黑尔戈兰岛的第二潜艇区舰队。
第一次世界大战期间，U-59号在北海和北大西洋东部共进行过四次巡逻，并击沉14艘协约国或中立国商船，容积总吨为28050吨，其中包括前德国的全帆装船女水神号。被U-59号击沉的最大型船舶是容积总吨为9309吨的英国客轮加拿大人号（Canadian）。1917年4月5日，它正从波士顿前往利物浦的途中，在爱尔兰法斯耐特岛西北约47海里（87）处遭到袭击，共造成1人罹难。
1917年5月14日夜间，U-59号在三艘破障船的护航下进入北海。然而在暴风雨的天气中，潜艇向北移动得比预期更远。结果，它驶入了犄角礁。U-59号撞上了这片雷区的其中一枚水雷，遭受爆炸后沉没。最初，其大部分船员看起来都可以获救，但护航船只也在黑暗中误入了雷区。最终，潜艇内的37名船员中只有4人幸存。U-59号的沉没地点大致位于55°33′N 7°13′E / 55.550°N 7.217°E处。
U-59号的残骸于2002年由一支丹麦潜水探险队发现。潜艇在33米深的水下断成两截。其105毫米口径的甲板炮被打捞上岸，如今在措斯明讷的圣格奥尔格搁浅博物馆（Strandingmuseum St. Georg）内展出。

## 袭击历史摘要
| 日期          | 船名           | 船籍 | 吨位 （容积总吨） | 结局 |
| ------------- | -------------- | ---- | ----------------- | ---- |
| 1916年12月7日 | 奥古斯特号     | 瑞典 | 341               | 击沉 |
| 1916年12月8日 | 哈里号         | 瑞典 | 81                | 击沉 |
| 1917年1月13日 | 索尔旺号       | 挪威 | 2970              | 击沉 |
| 1917年1月16日 | 布伦号         | 法國 | 2189              | 击沉 |
| 1917年1月19日 | 盖亚号         | 挪威 | 1002              | 击沉 |
| 1917年1月23日 | 撒丁岛号       | 挪威 | 1500              | 击沉 |
| 1917年3月19日 | 沙鲁瓦斯号     | 荷蘭 | 2786              | 击沉 |
| 1917年3月20日 | 古雷号         | 丹麦 | 2866              | 击沉 |
| 1917年3月21日 | 女水神号       | 挪威 | 1752              | 击沉 |
| 1917年3月31日 | 瓦拉西亚号     | 英国 | 6526              | 击伤 |
| 1917年4月2日  | 雪鹀号         | 挪威 | 1409              | 击沉 |
| 1917年4月5日  | 加拿大人号     | 英国 | 9309              | 击沉 |
| 1917年4月6日  | 埃尔米特将军号 | 法國 | 156               | 击沉 |
| 1917年4月6日  | 罗兰号         | 法國 | 135               | 击沉 |
| 1917年4月9日  | 前进一号       | 挪威 | 1554              | 击沉 |

## 脚注
1. ↑  Gröner，第8–10頁.
2. 1 2  Helgason, Guðmundur. . German and Austrian U-boats of World War I - Kaiserliche Marine - Uboat.net.   [12 January 2015].
3. 1 2 3  陈进，第71頁.
4. ↑  Herzog，第48頁.
5. ↑  Herzog，第68頁.
6. ↑  Helgason, Guðmundur. . German and Austrian U-boats of World War I - Kaiserliche Marine - Uboat.net.   [2021-09-14].
7. ↑  Herzog，第90頁.
8. ↑  Kemp，第27頁.
9. ↑  .   [2021-09-14]. （原始内容存档于2013-11-04）.
10. ↑  .   [2021-09-14]. （原始内容存档于2013-11-06）.
11. ↑  Helgason, Guðmundur. . German and Austrian U-boats of World War I - Kaiserliche Marine - Uboat.net.   [12 January 2015].